# Andrea Peron
Andrea Peron (ur. 14 sierpnia 1971 w Varese) – włoski kolarz szosowy, wicemistrz olimpijski oraz mistrz świata.

## Kariera
Pierwszy sukces w karierze Andrea Peron osiągnął w 1991 roku, kiedy wspólnie z Flavio Anastasią, Gianfranco Contrim i Lucą Colombo zdobył złoty medal w drużynowej jeździe na czas podczas mistrzostw świata w Stuttgarcie. W tym samym składzie drużyna włoska zajęła drugie miejsce na igrzyskach olimpijskich w Barcelonie w 1992 roku. Był to jego jedyny start olimpijski. Poza tym zwyciężył w Lancaster Classic w 1994 roku, Vuelta a Castilla y León w 1996 roku oraz wyścigu Florencja-Pistoia w 2003 roku. Kilkakrotnie startował w Tour de France, Giro d'Italia i Vuelta a España, najlepszy wynik osiągając w hiszpańskim klasyku w 1996 roku, kiedy w klasyfikacji generalnej był ósmy.